# Nyenang
Nyenang is een bestuurslaag in het regentschap Bandung Barat van de provincie West-Java, Indonesië. Nyenang telt 4773 inwoners (volkstelling 2010).